# Ticul
Ticul (del maya: ti' kul ‘allá quedó sentado’) es una ciudad cabecera del municipio homónimo en el estado mexicano de Yucatán. Se localiza en la región sur de dicho estado a una distancia de 85 km de Mérida, la capital de la entidad. De acuerdo con el censo del INEGI realizado en 2022, para entonces contaba con una población de casi 47 500 habitantes, siendo así la 7.a ciudad más poblada del estado. Ticul es también conocida como «La Perla del Sur» y destaca por su producción de calzado y su alfarería.

## Toponimia
Su nombre, Ticul, proviene de las voces mayas “ti', ti'i” (allá) y “kul” (sentarse), es decir, allá quedó sentado.

## Historia

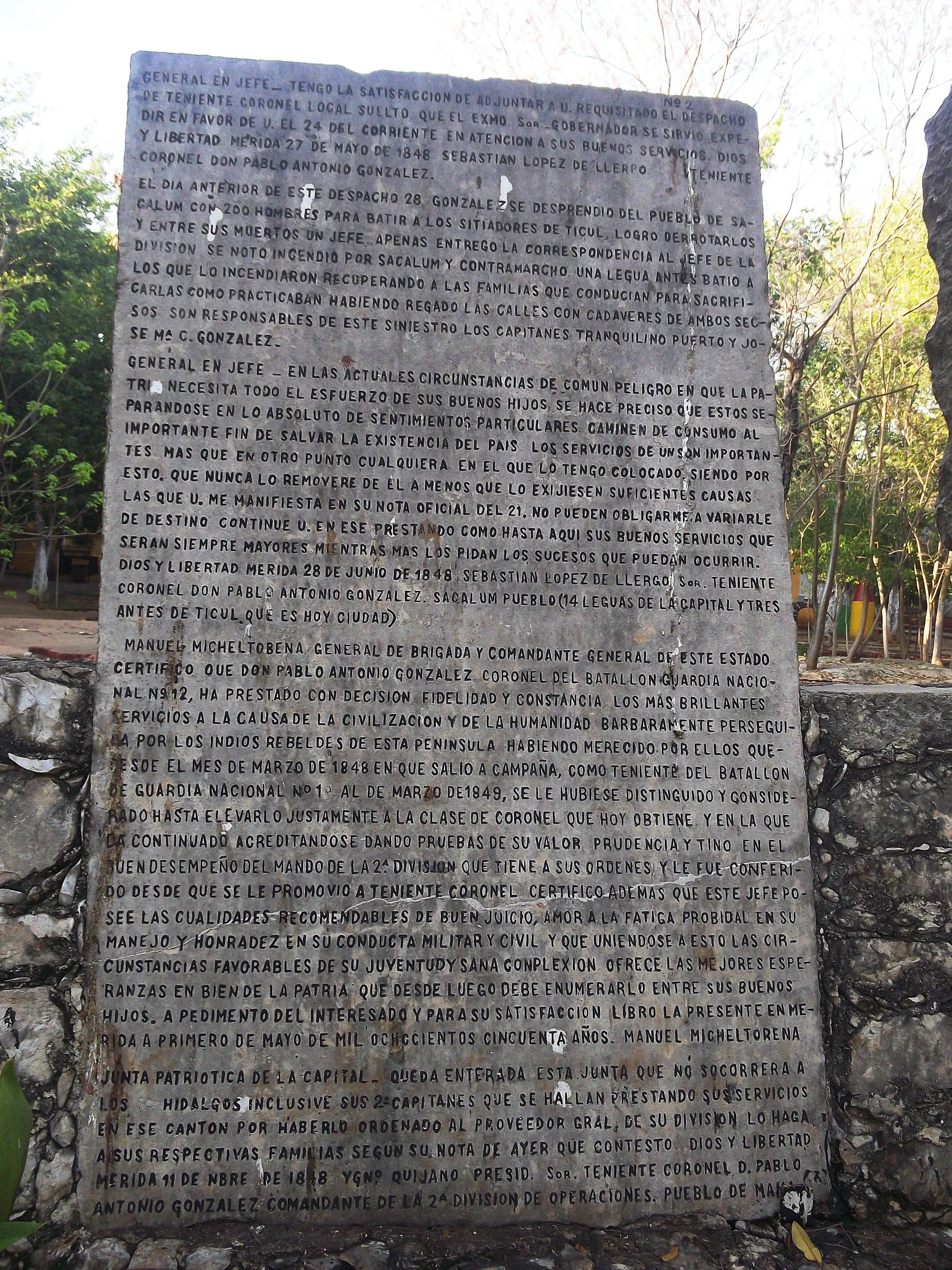
Piedra grabada que narra un episodio de la Guerra de Castas ocurrido en Ticul.

El sitio en el que hoy se encuentra la ciudad de Ticul perteneció en tiempos prehispánicos al cacicazgo de Tutul Xiú. No se ha podido determinar la fecha exacta de su fundación por parte de los españoles, pero en el año de 1549 ya se había establecido una encomienda. 
Declarada la independencia de Yucatán y su posterior anexión al resto de la república, el entonces pueblo de Ticul pasa a formar parte del Partido de la Sierra Alta, teniendo como cabecera a Tekax. 
Debido a diversos cambios en la división política de la península durante el siglo XIX. Ticul se erige en cabecera del partido de su mismo nombre. En este mismo siglo, adquiere en 1847 el título de Villa y en 1960 mediante un decreto de la VII legislatura del estado, se añade a la entonces villa de Ticul el apellido del ilustre coronel Alberto Morales por lo que a partir de esa fecha se empezó a llamar "Ticul de Morales". 
Esta población albergó por varias semanas a un total  de 443 colonos alemanes que el gobierno del emperador  Maximiliano de Habsburgo ordenó  instalar en las comunidades de Santa Elena y Pustunich en 1865 y 1866, programa de colonización que fue administrado bajo el nombre de Villa Carlota. Aunque estas colonias agrícolas alemanas fueron disueltas en 1867, algunas de las familias que las formaron se quedaron a vivir en varias localidades de este municipio, incluyendo Ticul, Santa Elena, Pustunich y Muna.
En 1867 adquiere por decreto el título de ciudad; mismo que es derogado el 30 de diciembre de 1922 juntamente con el que le diera el título de Villa quedando con la categoría de pueblo. En 1981, durante la administración gubernativa de Francisco Luna Kan y la gestión municipal del entonces alcalde Everth Dzib Rodríguez, por medio del decreto núm. 497 se erigió el pueblo de Ticul nuevamente en ciudad, título que ostenta en la actualidad. El 13 de julio de 1984 fue adoptado el escudo de armas de Ticul en sesión solemne de cabildo.
En 1969 recibe la visita del artista estadounidense Eric Renner. Renner aplicó en esta ciudad la lente de sus cámaras estenopeicas mostrando aspectos inéditos de su población, de su urbanización, a través de las imágenes experimentales de la parada del autobús, la fábrica de hielo, el patio escolar, el cementerio y la iglesia del pueblo. Estas imágenes dieron la vuelta al mundo y se encuentran exhibidas en la colección permanente del Museo de Arte Moderno de la Ciudad de México.

## Geografía
Se encuentra al sur de la capital del Estado a 85 km de distancia sobre la carretera federal 184 (Mérida-Chetumal), entre las poblaciones de Muna y Oxkutzcab. Limita al norte con los municipios de Sacalum y Chapab, al sur con Oxkutzcab, al este con Dzan y Maní y al oeste con los de Muna y Santa Elena; cuenta con dos comisarías Pustunich y Yotholín. El municipio de Ticul ocupa una superficie de 355.12 km².
Tiene alrededor de 19 barrios:
- Centro
- San Juan
- San Juan Oriente
- San Enrique
- San Sebastián
- San Joaquín
- San Joaquín II
- San Joaquín III
- Fraccionamiento Santa María
- San Román
- Santiago
- Benito Juárez
- Colonia Obrera
- Fraccionamiento Viva 1
- Fraccionamiento Vivah 2
- Fraccionamiento Tinajas
- Electricistas
- Guadalupe
- Mejorada
- Fraccionamiento Deportivo Campestre
- Fraccionamiento de los Electricistas
- Fraccionamiento Bosques de Ticul (de los Maestros)

## Infraestructura
En lo referente a transporte existe una terminal de autobuses que permite la comunicación con la capital de Yucatán, las poblaciones cercanas y los vecinos estados de Quintana Roo y Campeche, también existen sitios de taxis que recorren rutas hacia la capital del Estado y las poblaciones más cercanas; para el transporte dentro de la ciudad la gente utiliza unos triciclos de carga adaptados llamados “tricitaxis”. También cuenta con servicio de transporte motorizado denominados "Mototaxi", así como servicio de "Taxi", para el servicio local; los cuales están disponibles las 24 horas.
Ticul cuenta tanto con instituciones públicas como privadas, entre las primeras encontramos la biblioteca pública, el INEA, el INEGI, el IMSS, el ISSSTE, la Cruz roja mexicana, la SAGAR, la CFE, el SSY, la SHCP, la oficina del Catastro, la oficina del Agua Potable, la CNA, la SCT y una Agencia de Ministerio Público y 3 estaciones de gasolina.
Entre las instituciones privadas se encuentran algunas clínicas, hoteles y restaurantes. Cuenta con empresas locales, estatales y nacionales.

## Educación
| Población por escolaridad | Población por escolaridad | Población por escolaridad | Población por escolaridad | Población por escolaridad |
| ------------------------- | ------------------------- | ------------------------- | ------------------------- | ------------------------- |
| Grado académico           | Grado académico           |                           | Porcentaje                | Porcentaje                |
| Sin escolaridad           | Sin escolaridad           |                           | 5.6 %                     | 5.6 %                     |
| Básica                    | Básica                    |                           | 54.9 %                    | 54.9 %                    |
| Media superior            | Media superior            |                           | 22 %                      | 22 %                      |
| Educación superior        | Educación superior        |                           | 17.5 %                    | 17.5 %                    |
| Fuente: INEGI (2020)      |                           |                           |                           |                           |

En cuanto al aspecto educativo, en la ciudad de Ticul existen varias instituciones de distintos niveles, escuelas tanto públicas como privadas distribuidas de la siguiente manera:
- Nueve escuelas de nivel Preescolar.
- Doce escuelas primarias.
- Cuatro escuelas secundarias.
- Cuatro academias.
- Una escuela de bachillerato (COBAY).
- Escuela Preparatoria Ticul
- Una escuela CETIS.
- Una Normal de Licenciatura en Educación Primaria.
- Una plaza comunitaria (del IEAEY - Instituto de Educación para Adultos del Estado de Yucatán)
- Centro de estudios superiores San Jorge.
- Centro educativo particular José D. Rodríguez Tamayo.
- Centro de Estudios Superiores de Yucatán (CESY)

## Lugares de interés
La capilla de San Enrique y la capilla de San Juan ubicados en Ticul; el Palacio Municipal y la casa principal de la hacienda Tabi; y entre las construcciones religiosas sobresalen el ex-convento y parroquia de San Antonio de Padua y las capillas de Santiago, Mejorada, Nuestra Señora de Guadalupe, San Román y San Ramón; todos construidos durante la época colonia. En Yotholín, el templo de San Buena Ventura construido en el siglo XVIII, y en Pustunich, el ex-convento y templo de Asunción del siglo XVIII; Iglesia de la Purísima Concepción, ahora nombrada Santuario Mariano.

## Cultura

### Fiestas populares
En el municipio se llevan a cabo tres fiestas populares; la primera conocida como la Feria del Tabaco se realiza el 5 de abril; la segunda del 23 al 25 de septiembre en honor de san Román y la última el 7 de octubre dedicada al Santo Cristo de las Ampollas. En Pustunich se realizan dos fiestas tradicionales la del 11 al 15 de febrero, en honor a la coronación de la virgen de la Asunción, y del 11 al 15 de agosto se realiza la tradicional fiesta en honor a la Virgen de la Asunción, quien recibe en esas fechas unos 10 mil visitantes por día.[cita requerida]

## Política

### Municipio de Ticul

Municipio de Ticul en el estado de Yucatán, según los límites del INEGI.

La ciudad de Ticul es la cabecera municipal del municipio de Ticul, uno de los 106 municipios de Yucatán, mismo que se encuentra al sur del estado y ocupa una superficie total de 355,12 km².
En el ámbito político, pertenece al XIII Distrito Electoral Estatal de Yucatán y al V Distrito Electoral Federal de Yucatán, siendo sede de ambos.
En el 2010, el municipio tenía una población de 37 685 habitantes,  la mayoría de ellos en la cabecera municipal.

## Galería de imágenes de la localidad

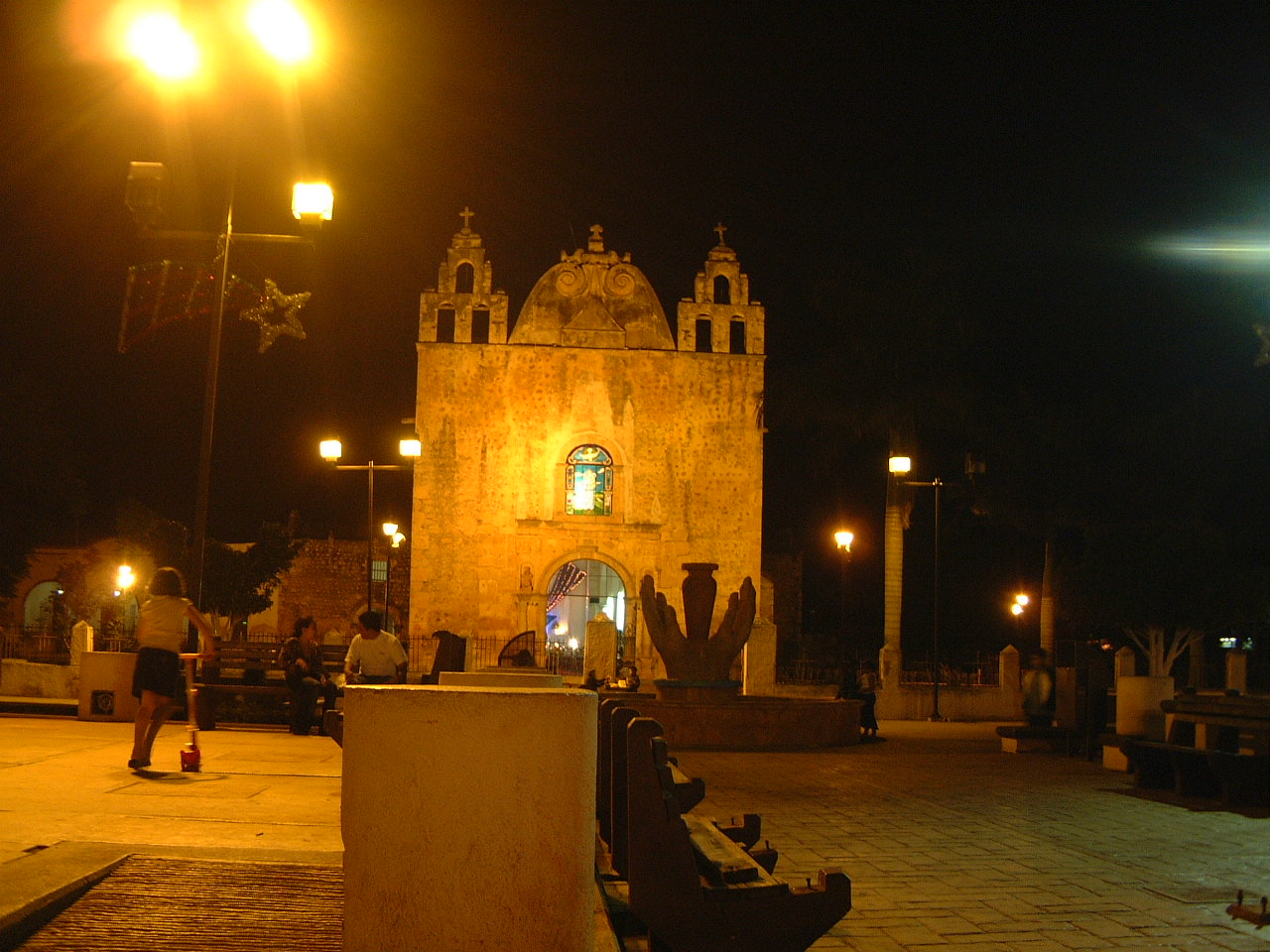
La iglesia de noche
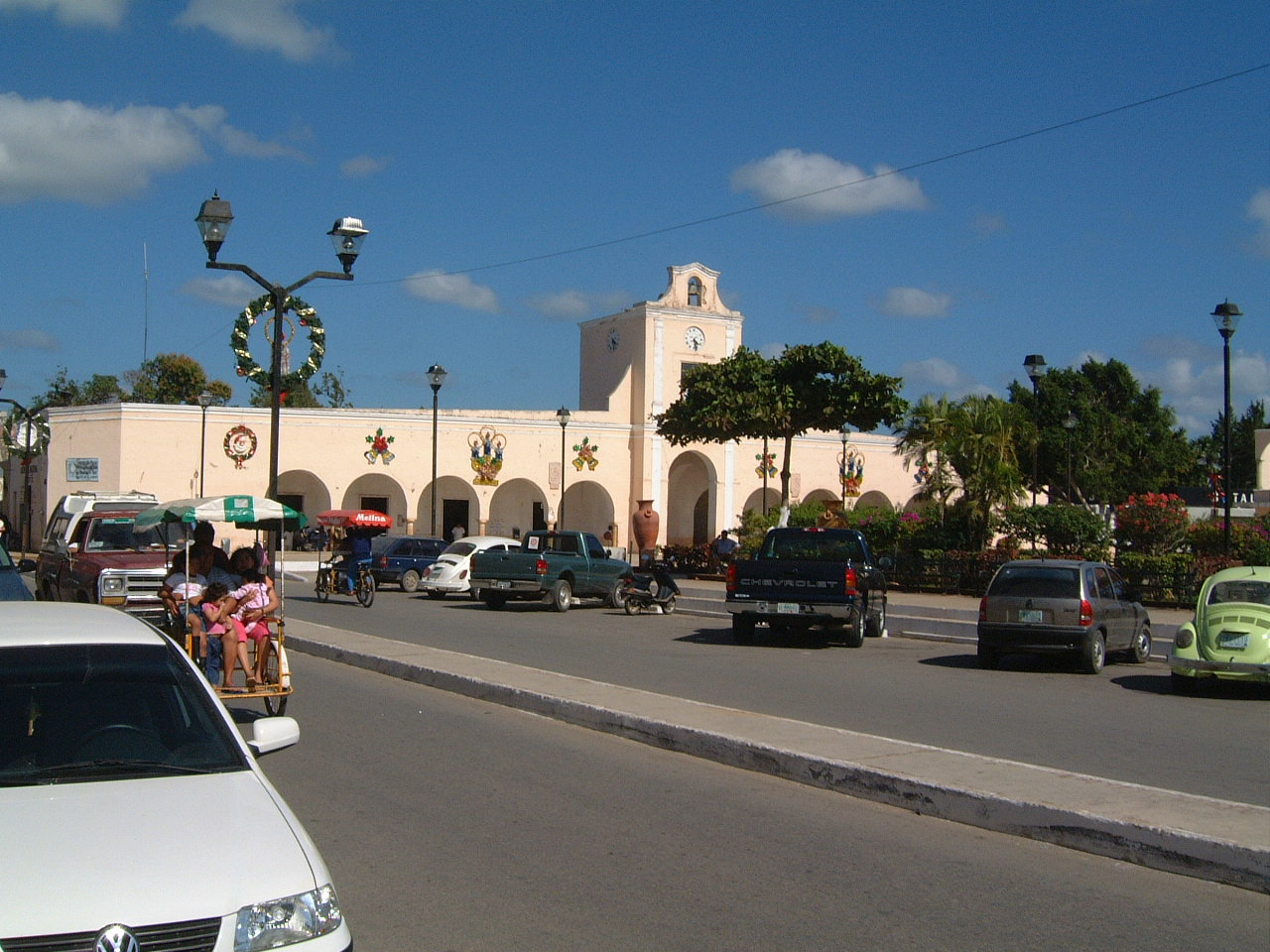
Ayuntamiento
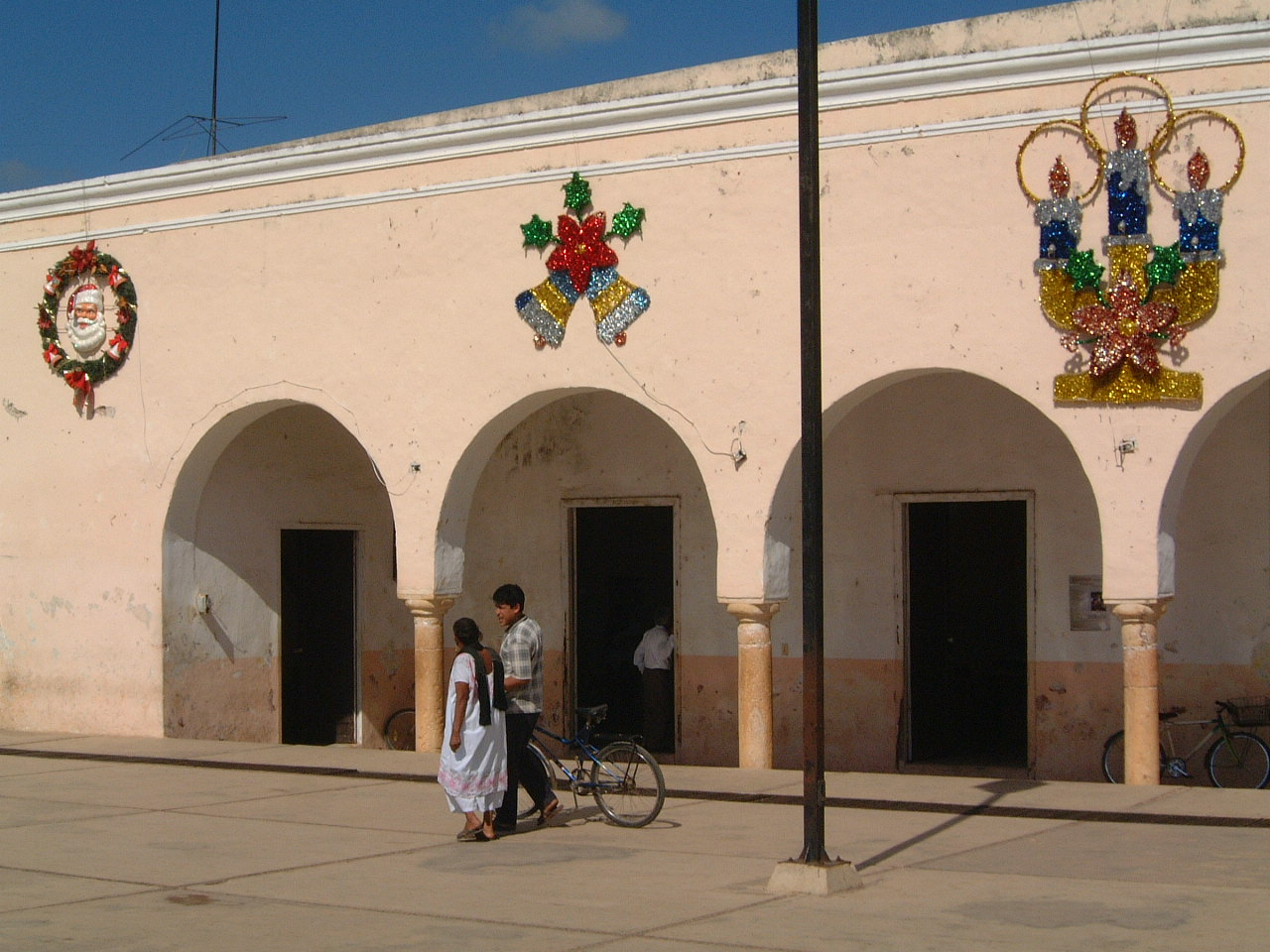
Ayuntamiento
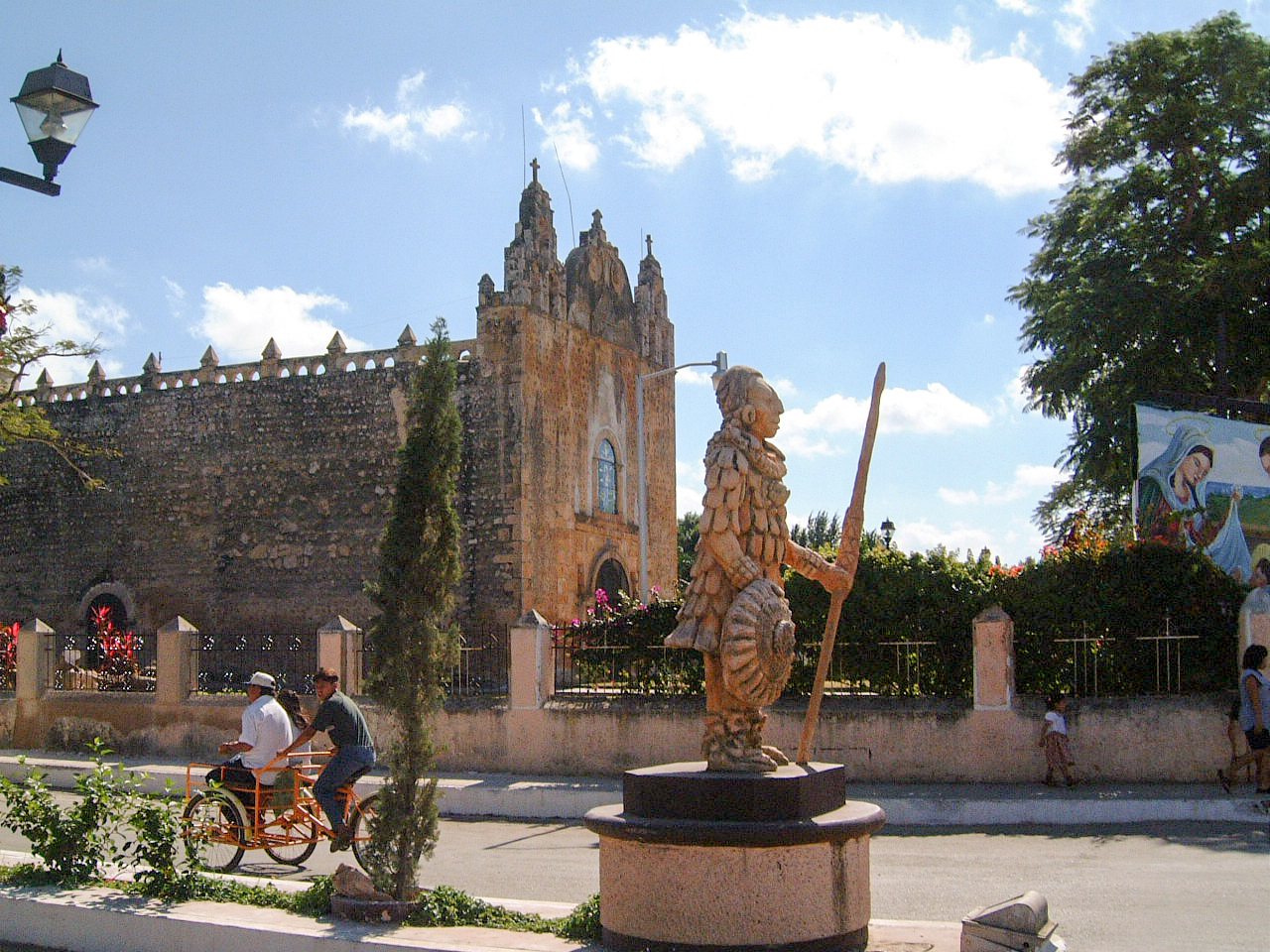
La iglesia